# إيدينيو نازاريث فيليو
إيدينيو نازاريث فيليو (بالبرتغالية: Edino Nazareth Filho) (مواليد 5 يونيو 1955) هو لاعب كرة قدم. يلعب مع منتخب البرازيل لكرة القدم. سبق له أن لعب في كأس العالم لكرة القدم مع منتخب بلاده.

## روابط خارجية
- إيدينيو نازاريث فيليو على موقع الاتحاد الدولي (مؤرشف)  (الإنجليزية)
- إيدينيو نازاريث فيليو على موقع قاعدة بيانات كرة القدم.إي يو (الإنجليزية)
- إيدينيو نازاريث فيليو على موقع ناشيونال فوتبول تيمز (الإنجليزية)
- إيدينيو نازاريث فيليو على موقع Soccerway.com (الإنجليزية)
- إيدينيو نازاريث فيليو على موقع اللجنة الأولمبية الدولية (الإنجليزية)
- إيدينيو نازاريث فيليو على موقع أوليمبيديا (الإنجليزية)